# Гора (геральдика)
Гора́ (англ. mount, mountain, нім. Berg, фр. coupeaux) — гербова фігура у геральдиці. Негеральдична фігура. Зображається у вигляді гори, пагорба, узвишшя, скелі тощо на щиті. Може мати форму однієї вершини, або двох-, трьох- і більше вершин. Зазвичай, розміщується в нижній частині щита. Може виступати самостійною фігурою, але, переважно, служить підніжжям для іншої фігури. Різновидами гори є три́гора, тригі́рок, або тригі́рка (англ. trimount, mount mounted, shapournet shapourned; нім. Dreiberg, пол. trójwzgórze) — композиція у вигляді трьох гірських вершин; шести́гора, шестигі́рок або шестигі́рка (coupeaux, нім. Sechsberg) — зображення із шістьма вершинами. Гори часто зображаються в геральдиці гірських країн або регіонів — Австрії, Швейцарії, Південної Німеччини, Північної Італії, Угорщини, Румунії тощо. Інші назви — пагорб (англ. hill, hillock), вершина тощо.

## Галерея

Словаччина
Угорщина
Куфштайн
Руське воєводство
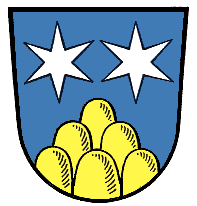
Мальберг
Сен-Сір-о-Мон-д'Ор